# Karlo Pucić
Karlo Pucić (lat. Carolus Puteus) bio je hrvatski pjesnik (Dubrovnik, 1458. ili 1461. – Dubrovnik, 15. veljače 1522.).

## Životopis
Rođen je u uglednoj vlastelinskoj obitelji. Obnašao je dužnost kneza u Slanom. Pjesništvom se bavio do kraja života, a od njegovih djela sačuvana su dva epigrama tiskana uz tekstove Jurja Dragišića i četiri ljubavne pjesme sabrane u Knjižici elegija o pohvalama djevojke Gneze (Elegiarum libellus de laudibus Gnesae puellae, o. 1499.).

## Vanjske poveznice
Mrežna mjesta
- Elegiarum libellus de laudibus Gnesae puellae, Croatiae auctores Latini, www.ffzg.unizg.hr (lat.)